# Cameron Archer
Cameron Desmond Archer (* 9. Dezember 2001 in Walsall) ist ein englischer Fußballspieler, welcher seit der Saison 2023/24 im Kader von Sheffield United steht.

## Karriere

### Verein
Geboren in Walsall, verbrachte er in seiner frühen Jugend auch Zeit beim FC Walsall, wechselte dann aber in die Akademie von Aston Villa und durchlief hier alle Jugendmannschaften. Zu seinem ersten Einsatz für die erste Mannschaft kam er bereits am 27. August 2019 bei einem 6:1-Sieg über Crewe Alexandria im EFL Cup 2019/20. Als Teil der U21-Auswahl schoss er dann zudem noch das einzige Tor seiner Mannschaft, welche ebenfalls im EFL Cup antrat.
Im Oktober 2020 wurde er dann bis Januar 2021 an Solihull Moors verliehen, wo er ein paar Einsätze und auch Torerfolge sammelte. So verblieb er dann sogar bis zum Ende der Spielzeit 2020/21. Anschließend ging er dann auch fest in den Kader der ersten Mannschaft über und bekam am 25. September 2021 so seinen ersten Einsatz in der Premier League. Nach zwei weiteren Ligakurzeinsätzen wurde er im Januar 2022 erst einmal bis zum Saisonende an Preston North End verliehen. Dort erzielte er in seinem Debüt dann auch gleich ein Tor.
Nach seiner Rückkehr zur Saison 2022/23 wurde er dann wieder fest in den Kader bei Villa eingeplant. So unterschrieb er auch noch einen neuen Vertrag über weitere fünf Jahre. Jedoch kam er in der Spielzeit 2022/23 dann bis Ende des Jahres nur auf ein paar Einsätze, welche zudem nur wenige Minuten jeweils umfassten. So wurde er im Januar 2023 dann wieder verliehen, diesmal zu Middlesbrough.
Nach dem Ende der laufenden Saison gab dann Sheffield United die Verpflichtung von Archer bekannt, welcher bei dem Klub einen Vertrag über vier Jahre unterzeichnete. Die Ablösesumme sollen ca. 21 Mio. € gewesen sein. Laut Presseberichten soll sich Villa bei dem Transfer eine Rückkaufklausel in den Vertrag schreiben lassen haben.
In seinem Debüt für Sheffield stand er am 4. Spieltag gegen den FC Everton in der Startelf und erzielte in der 33. Minute das zwischenzeitliche 1:1 für seine Mannschaft.

### Nationalmannschaft
Nebst der englischen Nationalmannschaft wäre er durch seine Mutter auch für Jamaika spielberechtigt. Am 11. November 2021 gab er dann sein Debüt für die englische U20 bei einer 0:2-Niederlage gegen Portugal während der Gruppenphase der Under 20 Elite League. Anschließend sammelte er dann Einsätze mit der U21 bei der Qualifikation für die Europameisterschaft 2023. Während dieser Spiele sammelte er vier Treffer und konnte lediglich im ersten Spiel keinen Treffer erzielen. Nach ein paar Freundschaftsspielen zur Vorbereitung, ging es für ihn dann im Sommer 2023 zur Endrunde. Dort sammelte er noch zwei weitere Treffer und einen Assist. Am Ende wurde er hier mit seinem Team dann Europameister.